# 니시 요스케
니시 요스케(일본어: 西 洋祐, 1983년 5월 12일 ~ )는 일본의 전 축구 선수이다.

## 구단 경력
과거 베갈타 센다이, 그루자 모리오카, 소니 센다이에서 활동하였다.